# Anna Eleanor Roosevelt
Anna Eleanor Roosevelt (New York, 11. listopada 1884. – New York, 7. studenog 1962.), američka socijalna aktivistica, pisac, predavač i predstavnik Sjedinjenih Država u Ujedinjenim Narodima.

## Životopis
Supruga predsjednika SAD-a Franklin D. Roosevelta. Rođena je u New Yorku, od oca Elliotta Roosevelta i majke Anna Hall Roosevelt, porijeklom iz poznate nizozemske obitelji. Rođakinja predsjednika Sjedinjenih Država Theodore Roosevelta. Eleanorina majka umrla je kada je Eleanor imala osam godina, a otac je umro kada joj je bilo deset godina. Nakon toga živjela je s majčinim roditeljima koji su je, kad joj je bilo 15 godina, poslali na školovanje u Englesku. Nakon što se vratila u New York radila je u službi socijalne skrbi. Godine 1905. udala se za daljeg rođaka Franklina Delano Roosevelta s kojim je imala šestero djece. 
Životom bračnog para dominirala je Franklinova majka Sara, a Franklin se nije miješao u vođenje kućnih poslova ili u odgoj djece. Kada je 1918. godine Eleanor otkrila da je muž vara s Lucy Page Mercer to je bila prijelomna točka u njihovu braku. Nakon što je afera završila i nakon što su Rooseveltovi uskladili svoje odnose, Eleanor je odlučila stvoriti vlastitu karijeru. Postala je članica Lige ženskih glasača i Ženske unije trgovačkih liga. Godine 1921. Eleanor počinje politički raditi u Franklinovu korist, koji je obolio od dječje paralize nakon neuspješnog kandidiranja za mjesto potpredsjednika Sjedinjenih Država 1920. godine. Eleanor postaje aktivna i unutar Demokratske stranke te tako političku karijeru svoga muža održava na životu.
Kada je njen muž 1932. godine izabran na mjesto predsjednika Sjedinjenih Država Eleanor mu nastavlja pomagati, iako službeno nije imala nikakvu funkciju. Međutim uskoro je postala veoma utjecajna osoba u njegovoj administraciji. Velika kriza tijekom 1930-ih zaokupila je gospođu Roosevelt pa je tako sponzorirala eksperiment kod Arthurdalea u Zapadnoj Virginiji, kada je pomogla rudarima u toj zajednici. Velika nezaposlenost među mladima posebice, donijela joj je podršku zbog njenog programa za zapošljavanje mladih. Liberalnija od samog predsjednika, radila je na promicanju rasne jednakosti i napravila čuveni incident kada je istupila iz društva Kćerke američke revolucije, kada su crnoj pjevačici Marian Anderson zbog njene rasne pripadnosti osporene njene sposobnosti. 
Za vrijeme Drugo svjetskog rata posjećivala je američke vojnike širom svijeta, zalagala se za desegregaciju unutar oružanih snaga i pružila pomoć židovskim izbjeglicama iz Europe koji su se naseljavali u Palestini. Nakon muževljeve smrti osnovala je Amerikanci za demokratsku akciju (Americans for Democratic Action), liberalnu grupu unutar Demokratske stranke. Tijekom 1950-ih postala je velika pobornica stranačkog vođe Stevensona. Kao predstavnica Sjedinjenih Država u Ujedinjenim Narodima, u periodu od 1945. do 1953. godine, predsjedala je komisijom koja je objavila Opću deklaraciju o ljudskim pravima. Eleanor je bila autorica kolumne "Moj dan" koja je bila veoma čitana. Također je bila autorica brojnih kniga, od kojih su najpoznatije: It's Up to the Women iz 1933. godine te This I Remember iz 1949. godine. Preminula je u New Yorku 7. studenog 1962. godine.

## Vanjske poveznice
|  | Zajednički poslužitelj ima stranicu o temi Anna Eleanor Roosevelt |